# Ansonia
Pour les articles homonymes, voir Ansonia (homonymie).
Genre
Ansonia est un genre d'amphibiens de la famille des Bufonidae.

## Répartition
Les 29 espèces de ce genre se rencontrent en Asie du Sud-Est.

## Liste des espèces
- Ansonia albomaculata Inger, 1960
- Ansonia echinata Inger & Stuebing, 2009
- Ansonia endauensis Grismer, 2006
- Ansonia fuliginea (Mocquard, 1890)
- Ansonia glandulosa Iskandar & Mumpuni, 2004
- Ansonia guibei Inger, 1966
- Ansonia hanitschi Inger, 1960
- Ansonia inthanon Matsui, Nabhitabhata & Panha, 1998
- Ansonia jeetsukumarani Wood, Grismer, Norhayati & Senawi, 2008
- Ansonia kraensis Matsui, Khonsue & Nabhitabhata, 2005
- Ansonia latidisca Inger, 1966
- Ansonia latiffi Wood, Grismer, Norhayati & Senawi, 2008
- Ansonia latirostra Grismer, 2006
- Ansonia leptopus (Günther, 1872)
- Ansonia longidigita Inger, 1960
- Ansonia lumut Chan, Wood, Anuar, Muin, Quah, Sumarli & Grismer, 2014
- Ansonia malayana Inger, 1960
- Ansonia mcgregori (Taylor, 1922)
- Ansonia minuta Inger, 1960
- Ansonia muelleri (Boulenger, 1887)
- Ansonia penangensis Stoliczka, 1870
- Ansonia platysoma Inger, 1960
- Ansonia siamensis Kiew, 1985
- Ansonia smeagol Davis, Grismer, Klabacka, Muin, Quah, Anuar, Wood & Sites, 2016
- Ansonia spinulifer (Mocquard, 1890)
- Ansonia thinthinae Wilkinson, Sellas & Vindum, 2012
- Ansonia tiomanica Hendrickson, 1966
- Ansonia torrentis Dring, 1983
- Ansonia vidua Hertwig, Min, Haas & Das, 2014

## Publication originale
- Stoliczka, 1870 : Observations on some Indian and Malayan Amphibia and Reptilia. Proceedings of the Asiatic Society of Bengal, vol. 1870, p. 103-109 (texte intégral).